# 盐城北站
盐城北站是位于江苏省盐城市新兴镇的一个铁路车站，邮政编码224053。车站建于2001年，有新长铁路和青盐铁路经过该站，目前仅办理新长铁路货运业务。2018年进行临时客运过渡改造，2019年计划进行货场改建工程，将货场搬迁至车站东侧以减少对高速场接发列车的影响。车站及其青盐铁路的上下行区间已电气化，而新长铁路上行区间则未电气化。车站距离新沂站212公里，隶属中国铁路上海局集团有限公司，是三等站。
新盐城站启用后，盐城北站于2019年12月30日停办客运业务。